# Dučevac
Dučevac (Дучевац) egy falu Szerbiában, a Piroti körzetben, a Babušnicai községben. 2002-ben 136 lakosa volt, akik mindannyian szerbek.

## Demográfiai változások
| 1948 | 1953 | 1961 | 1971 | 1981 | 1991 | 2002 |
| ---- | ---- | ---- | ---- | ---- | ---- | ---- |
| 636  | 597  | 510  | 429  | 304  | 209  | 136  |